# 15402 Suzaku
15402 Suzaku eller 1997 VY5 är en asteroid i huvudbältet som upptäcktes den 9 november 1997 av den japanska astronomen Yasukazu Ikari i Moriyama. Den är uppkallad efter den fiktiva fågeln Suzaku.
Den tillhör asteroidgruppen Massalia.